# Álmos
Principele Álmos (AFI: [a:lmoʃ], n. 820 d.Hr., Haganatul khazar⁠(d) – d. 895 d.Hr., Țaratul Bulgar) a fost tatăl lui Árpád, fondatorul primei case regale ungurești.

## Elemente istorice
Fiul lui Ögyek și al Emesei, foarte probabil s-a născut în anul 820.
Pornindu-se de la constatarea că Álmos, Árpád și majoritatea descendenților direcți aveau nume de origine turcică și luându-se în considerație și alte aspecte, s-a presupus originea kavaro-khazară a numelor. În opinia lui Victor Spinei, teoria este deocamdată nedovedită, întrucât etimologia antroponimelor nu este întotdeauna relevantă pentru descendența etnică, în anumite situații comunitățile subordonate politic adoptând onomastica grupurilor dominante din punct de vedere politico-militar.

## Migrarea din Etelköz în Panonia
Între 894 și 899 khazarii, într-o alianță formată cu uzii, i-au invadat pe pecenegi alungându-i spre apus. Aceștia din urmă s-au oprit mai întâi în Rusia Kieveană în anul 915, unde au încheiat un tratat de pace cu cneazul vareg Igor. Ulterior au început la rândul lor să îi invadeze pe maghiarii stabiliți în noul teritoriu, Etelköz, alungându-i definitiv în Bazinul Carpatic. Sub supunerea triburilor kavare, conduse de kavarul Álmos, maghiarii au fost dirijați spre Panonia prin pasul Ugorscoe „trecătoarea ungurilor” din Carpații Nordici (astăzi Pasul Verecke). Pecenegii au ocupat cu această ocazie un teritoriu vast cuprins între Nipru, Dunăre și Carpați. Ocupația pecenegilor a luat sfârșit în jurul anului 1050, când au fost presați de uzii veniți dinspre răsărit, aceștia din urmă lăsând în zona fostului Etelköz două hidronime: Uz și Oituz și la gurile Dunării denumirea Uzo-Limna, în traducere „mlaștinile uzilor”.
A întărit alianțele cu ceilalți șase lideri ai grupurilor tribale maghiare (Ond, Kond, Elõd, Huba, Tas și Tühütüm).
A preluat comanda triburilor maghiare prin 858 și a păstrat acest rol de conducător până la moarte, prin 895.
Contrar obiceiurilor tribale, a reușit să transmită puterea fiului său, Árpád.
Cât privește cauza morții sale sunt două ipoteze: 
1. a fost asasinat;
2. un posibil sacrificiu uman (pe care el l-a acceptat senin).

## Elemente legendare
Conform legendei, mama sa - Emese - ar fi văzut în vis un Turul (o pasăre sacră,  Falconiformes) zburând spre ea și fecundând-o; ar mai fi visat și că ea ar fi pântecele din care se nasc mulțime de mari regi, dar că aceștia ar fi domnit în pământuri străine. Această legendă explică de altfel și numele fiului ei Álmos (adică „acela care a fost visat”), dar legenda voia totodată să explice și originea divină a suveranilor maghiari.
Cât despre moartea sa, aceasta ar fi fost prevestită de o profeție conform căreia el ar fi fost strămoșul unei dinastii de mari suverani, dar că nu va avea nicicând privilegiu de a păși în Panonia.
Ambele legende au ajuns la noi din și prin codexuri medievale din sec. al XIII-lea adică într-o epocă deja creștină. De aceea cercetătorii istorici consideră că nu ar fi cu totul de exclus faptul ca autorul (sau redactorul) codexurilor medievale să fi preluat elemente din povestirile biblice; într-adevăr, sunt evidente asemănările cu Buna-Vestire făcută de înger Mariei și cu narațiunea vieții lui Moise, care a fost împiedicat prin moarte să intre în pământul Canaan, spre care a condus poporul pe care l-a eliberat.